# Campeonato Australiano de Fórmula 4
O Campeonato Australiano de Fórmula 4 (inglês: Formula 4 Australian Championship Certified by FIA) é uma categoria de fórmula baseada e disputada na Austrália, disputada nos regulamentos da Fórmula 4. Sua primeira iteração foi organizada de 2015 até 2019, com uma segunda iteração iniciando em 2024.

## História
Em novembro de 2013, a Confederação Australiana de Esporte a Motor (CAMS) anunciou que iria introduzir a Fórmula 4 na Austrália. Esse anuncio teve frutos em 12 de março de 2014, com o lançamento oficial da Fórmula 4 Australiana. A categoria contaria com sete etapas disputadas em conjunto com a V8 Supercars. A fabricante de veículos recreacionais Jayco se tornou a patrocinadora principal da categoria em dezembro de 2014, assinando um contrato de três anos, iniciando de 2015.
A primeira etapa da categoria aconteceu em Townsville no dia 11 de julho de 2015, com a vitória de Will Brown na primeira bateria da categoria e Jordan Lloyd vencendo a etapa. Lloyd venceria a primeira temporada da categoria, levando além do título, $150.000 em prêmios da Jayco's Road To The World, além de um assento na USF2000 para 2016, além de um teste na Fórmula 3 Europeia pela Carlin Motorsport. 
A categoria teve problemas com o tamanho de seus grids desde o início. A primeira etapa contou com somente treze carros, com esse tamanho de grid não sendo ultrapassado até 2019, e mesmo assim, somente uma vez. A temporada de 2018 não contou com mais de onze carros em todas suas etapas, exceto uma. A temporada de 2019, chegou a ter somente oito carros no grid de uma etapa. No dia 4 de setembro de 2019, foi anunciado que a categoria não conseguiria manter-se na próxima temporada, mas havia possibilidades no futuro.
Em 28 de novembro de 2023, foi confirmado que a promotora de eventos esportivos chinesa Top Speed reativaria o Campeonato Australiano de Fórmula 4. A nova categoria formaria um campeonato durante o outono e inverno (maio a setembro), com os carros similares aos de outros campeonatos de Fórmula 4 organizados pela Top Speed. A categoria terá quatro etapas na Austrália e sua final será disputada na Malásia.
Para 2025, o campeonato será promovido pela empresa australiana AGI Sport, que já havia sido campeã inúmeras vezes da categoria como equipe. A categoria será renomeada como AU4 Australian Championship.

## Carros
A Fórmula 4 Australiana, como categoria monomarca, utilizava somente um modelo de carro. O M14-F4, que é produzido pela francesa Mygale, sendo um monocoque em fibra de carbono, propulsado por um motor Ford Ecoboost 1.6L 4-cil turbo, gerando 162 cv (119 kW), acoplado a uma transmissão Sadev SL75-14, semiautomática de seis velocidades, calçando pneus Hankook. Esse modelo foi utilizado na primeira iteração da categoria, de 2015 a 2019.
O modelo anterior foi trocado pelo F4-T421, produzido pela Tatuus, também sendo um monocoque em fibra de carbono, mas já equipado com melhoras na segurança, como o halo. O modelo é propulsado por um motor Abarth (Autotecnica) 1.4L 4-cil turbo, gerando 182 cv (133 kW), sendo acoplado a uma transmissão Sadev, semiautomática de seis velocidades.

## Campeões

### Pilotos
| Temporada | Piloto        | Equipe    | Corridas | Pole | Vitórias | Pódios | Volta Mais Rápida | Pontos | Margens |
| --------- | ------------- | --------- | -------- | ---- | -------- | ------ | ----------------- | ------ | ------- |
| 2015      | Jordan Lloyd  | Team BRM  | 21       | 5    | 12       | 18     | 11                | 441    | 54      |
| 2016      | William Brown | Team BRM  | 18       | 4    | 6        | 13     | 4                 | 316    | 45      |
| 2017      | Nicholas Rowe | AGI Sport | 21       | 7    | 8        | 16     | 11                | 378    | 78      |
| 2018      | Jayden Ojeda  | AGI Sport | 21       | 5    | 14       | 17     | 15                | 412    | 58      |
| 2019      | Luis Leeds    | AGI Sport | 18       | 8    | 9        | 17     | 8                 | 365    | 99      |
| 2024      | James Piszcyk | AGI Sport | 12       | 6    | 9        | 10     | 8                 | 256    | 81      |

### Estreantes
| Temporada | Piloto        | Equipe            |
| --------- | ------------- | ----------------- |
| 2015      | William Brown | AGI Sport         |
| 2016      | Simon Fallon  | Dream Motorsport  |
| 2017      | Ryan Suhle    | Zagame Motorsport |
| 2018      | Lochie Hughes | Team BRM          |
| 2019      | Luis Leeds    | Team BRM          |

## Circuitos
- Em negrito são circuitos incluídos na temporada 2025

| Circuitos                           | Etapas | Anos                 |
| ----------------------------------- | ------ | -------------------- |
| Phillip Island Grand Prix Circuit   | 6      | 2015–2019, 2025      |
| Sydney Motorsport Park              | 5      | 2015–2019, 2024-Hoje |
| Queensland Raceway                  | 4      | 2015–2018, 2024      |
| Sandown Raceway                     | 4      | 2015–2017            |
| Circuito de Rua de Surfers Paradise | 3      | 2015–2017            |
| Symmons Plains Raceway              | 2      | 2016, 2018           |
| Winton Motor Raceway                | 2      | 2018                 |
| The Bend Motorsport Park            | 2      | 2019, 2024-Hoje      |
| Circuito de Rua de Townsville       | 1      | 2015                 |
| Circuito de Rua de Homebush         | 1      | 2015                 |
| Barbagallo Raceway                  | 1      | 2017                 |
| Pukekohe Park Raceway               | 1      | 2018                 |
| Circuito de Albert Park             | 1      | 2019                 |
| Sepang International Circuit        | 1      | 2024                 |
| Autódromo de Dubai                  | 1      | 2024                 |